# Ada Bolten
Alida Cornelia (Ada) Bolten (Amsterdam, 20 oktober 1903 – aldaar, 29 januari 1984) was een Nederlands topzwemster.
Bolten vertegenwoordigde Nederland eenmaal bij de Olympische Spelen: Parijs 1924. In de Franse hoofdstad, in het 50-meterbassin van het zwemstadion Georges Valery van Parijs, maakte Bolten deel uit van de estafetteploeg, die als zesde en laatste eindigde op de 4x100 meter vrije slag. Haar teamgenoten waren Marie Baron, Truus Klapwijk en Rie Vierdag. Bolten was lid van de Amsterdamsche Dames Zwemclub. Haar twee jaar oudere broer, atleet Wim Bolten, deed in Parijs eveneens mee aan de Olympische Spelen, en strandde in de zevende serie van de 400 m.